# Глинська пустинь
Різдва Богородиці (Глинська пустинь) ставропігійний чоловічий монастир — чоловічий монастир (ставропігійний) — чоловічий православний монастир в Україні. Розташований у лісах, біля міста Глухова. Назва монастиря походить від маєтку князів Глинських, на чиїх земля заснована пустинь. Контролюється УПЦ МП.

## Історія
Достеменно невідомо, як і коли виникла Глинська пустинь, але відштовхуючись від місцевих легенд випливла дата заснування святині. Це був 1557 рік.
Наприкінці 1689 на прохання ченців Софронієво-Мовчанської печерської пустині Різдва Пресвятої Богородиці патріарх Іоаким приписав Глинську пустинь до їх обителі.
1703 Глинська пустинь з волі Петра І відійшла у власність гетьмана Іоанна Мазепи. 1764 монастир отримав самоуправління.
XIX століття — період розквіту Глинської пустині, яка славиться своїми старцями.
З 1917 — у складі УНР. Проте 1922 монастир закрила окупаційна російська влада. Чудотворна Глинська ікона вивезена до села Шалигине, після чого безслідно зникла. На території колишнього монастиря знаходилися по черзі дитяче містечко, сільськогосподарська артіль, колгосп, промкомбінат.
Під час Другої світової війни (1942) німецька адміністрація дала дозвіл на відновлення монастиря, який був у складі Української Автономної Православної Церкви. Після повернення сталінської влади комуністи не посміли відразу закрити монастир, але перевели його до складу своєї Московської патріархії.

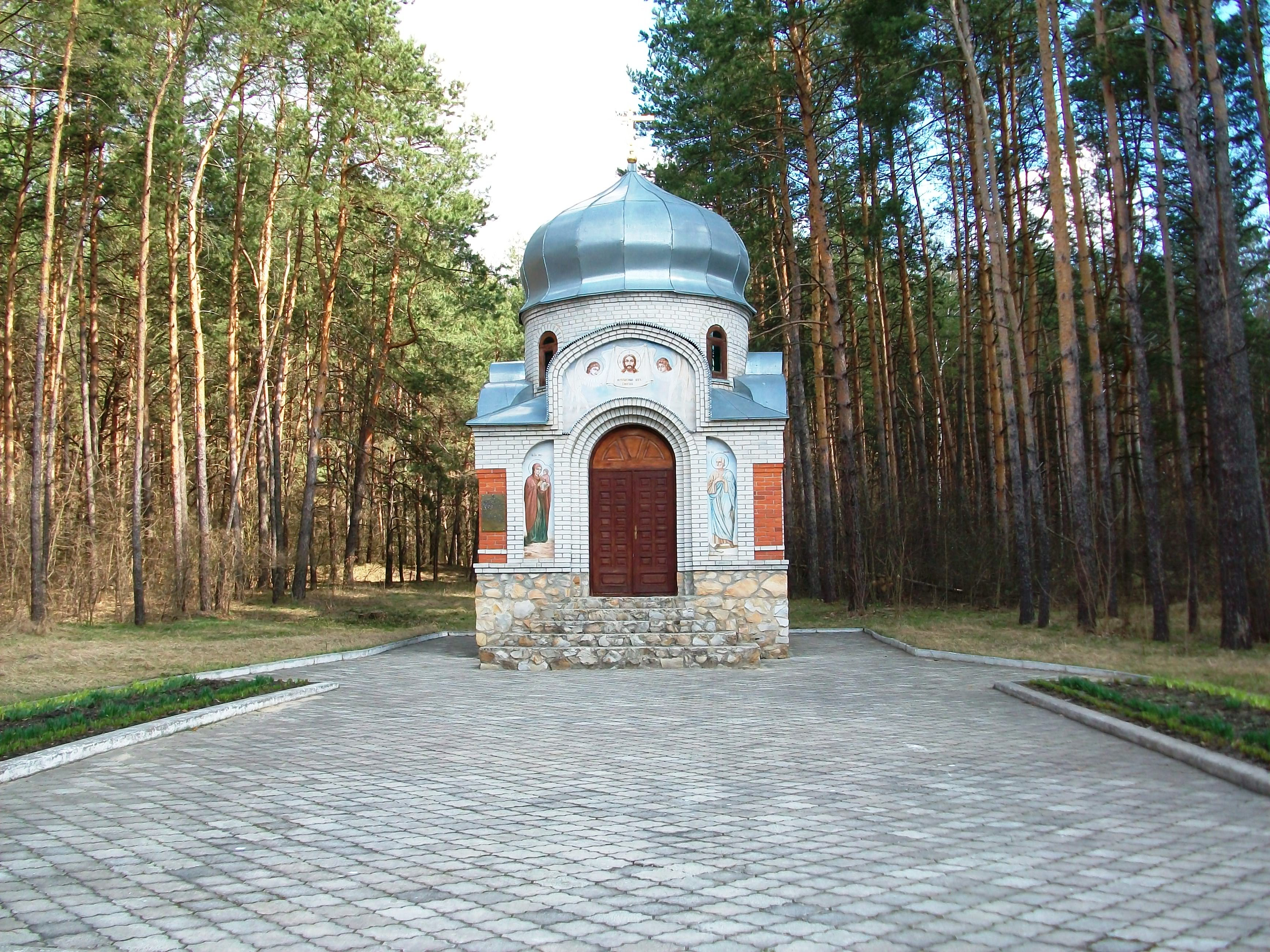
Ближній скит на честь Богоотців Іоакима і Анни (1997—1998)

## Ченці
З 1954 по 1961 роки серед ченців монастиря Схиархімандрит Іоанн (Маслов) — автор дисертації «Глинська пустинь. Історія обителі і її духовно-просвітницька діяльність в XVI—XX століттях» та «Глинського Патерика», що містить 140 життєписів Глинських подвижників.
З 1958 по 1960 серед ченців монастиря Михей Хархаров — майбутній єпископ Ярославський Московської патріархії.
4 липня 1961 ченців остаточно було виселено з монастиря, а Глинську пустинь знову закрили, будівлі і все майно колишньої обителі було передано Соснівському дому інвалідів.
У 1994 році Глинська пустинь була знову відкрита, її зайняли представники Московської патріархії. 1997–1998 роках створено ближній скит з Храмом-каплицею на честь Богоотця Іоакима і Ганни. Через п'ять років після відкриття, на в'їзді освячено новозбудований надбрамний храм в ім'я ікони Іверської Божої Матері. 2002 освячено ще один новозбудований Свято-Микільський храм, що знаходиться на місці повністю знищених храмів Різдва Богородиці і Успіння Богородиці